# Lettische Badmintonmeisterschaft 1986
Die Lettische Badmintonmeisterschaft 1986 fand in Riga statt. Es war die 23. Auflage der nationalen Titelkämpfe von Lettland im Badminton, zu dieser Zeit noch als Meisterschaft der Sowjetrepublik.

## Titelträger
| Disziplin    | Sieger                            |
| ------------ | --------------------------------- |
| Herreneinzel | Vladimirs Uļjanovs                |
| Dameneinzel  | Ginta Skrebele                    |
| Herrendoppel | Zintis Lejiņš Jānis Ozoliņš       |
| Damendoppel  | Ginta Skrebele Dita Reinholde     |
| Mixed        | Vladimirs Uļjanovs Ginta Skrebele |